# ميدان ماغن دافيد

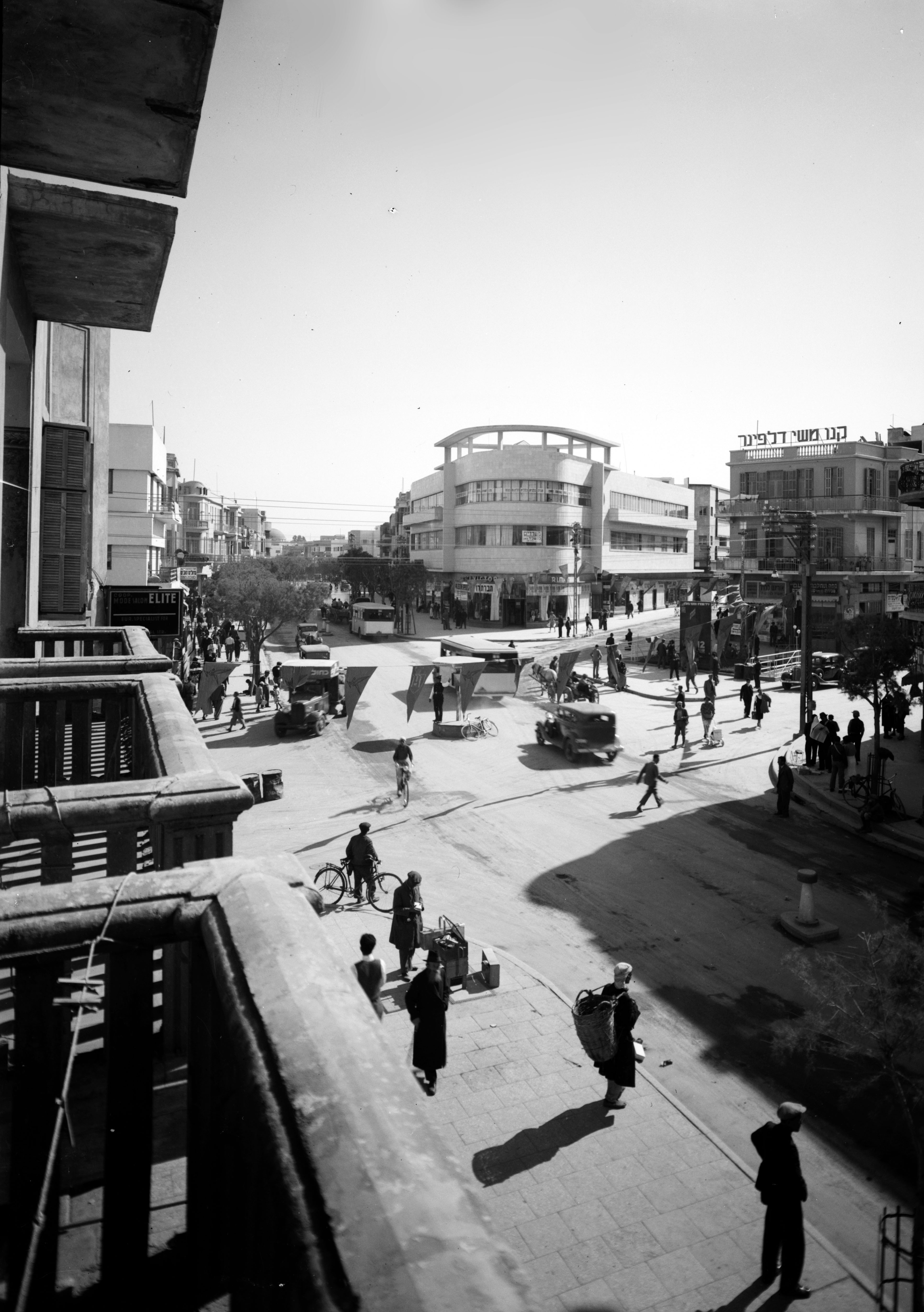
ميدان ماغن ديفيد عام 1936

ميدان ماغن دافيد (بالعبرية: כיכר מגן-דוד‏) (ومعناها ميدان نجمة داود) هو ميدان عام في قلب مدينة تل أبيب بإسرائيل. 
واشتق اسمه من واقع أن الشوارع تنطلق منه في ستة اتجاهات: شارع ألينبي في اتجاهين. بالإضافة إلى شارع الملك جورج. وشارع مناحيم شينكين. وشارع هاكرمل مع سوق الكرمل. وشارع نحلات بنيامين.
ويعد الميدان أحد أكثر الميادين ازدحاما في وسط المدينة.

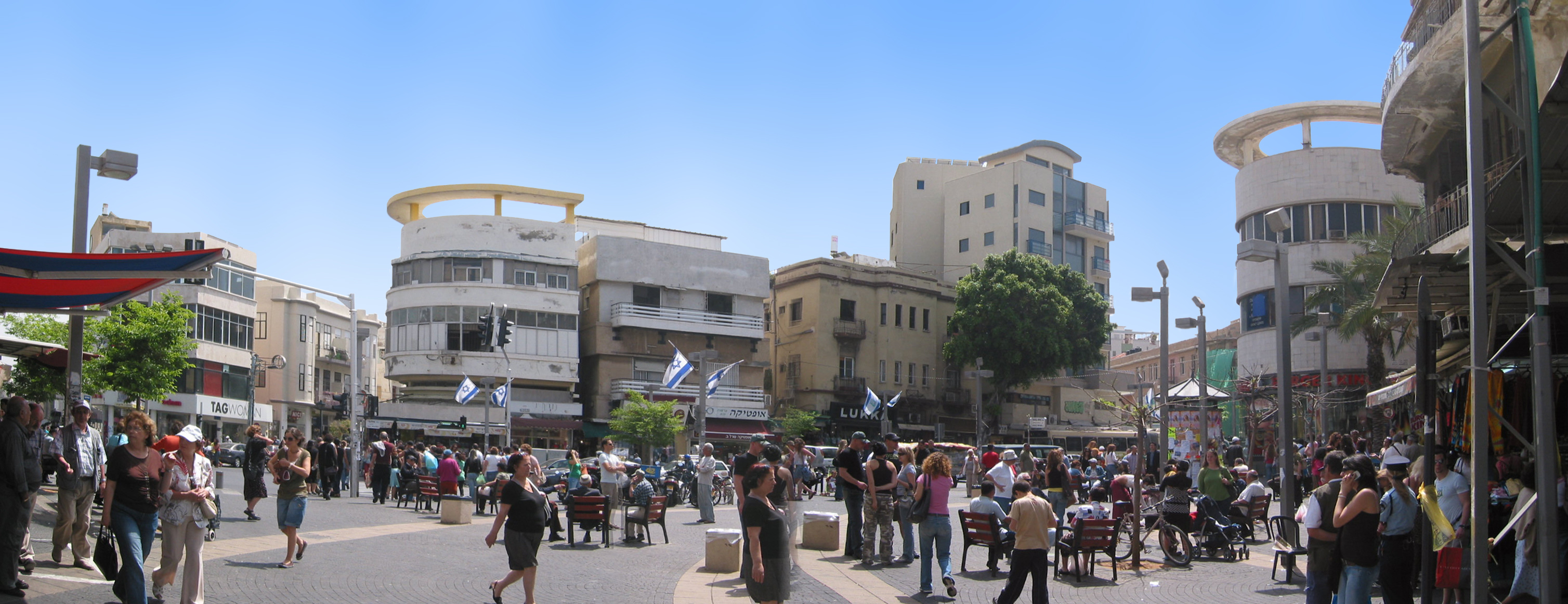
ميدان ماغن ديفيد